# Ayad Akhtar

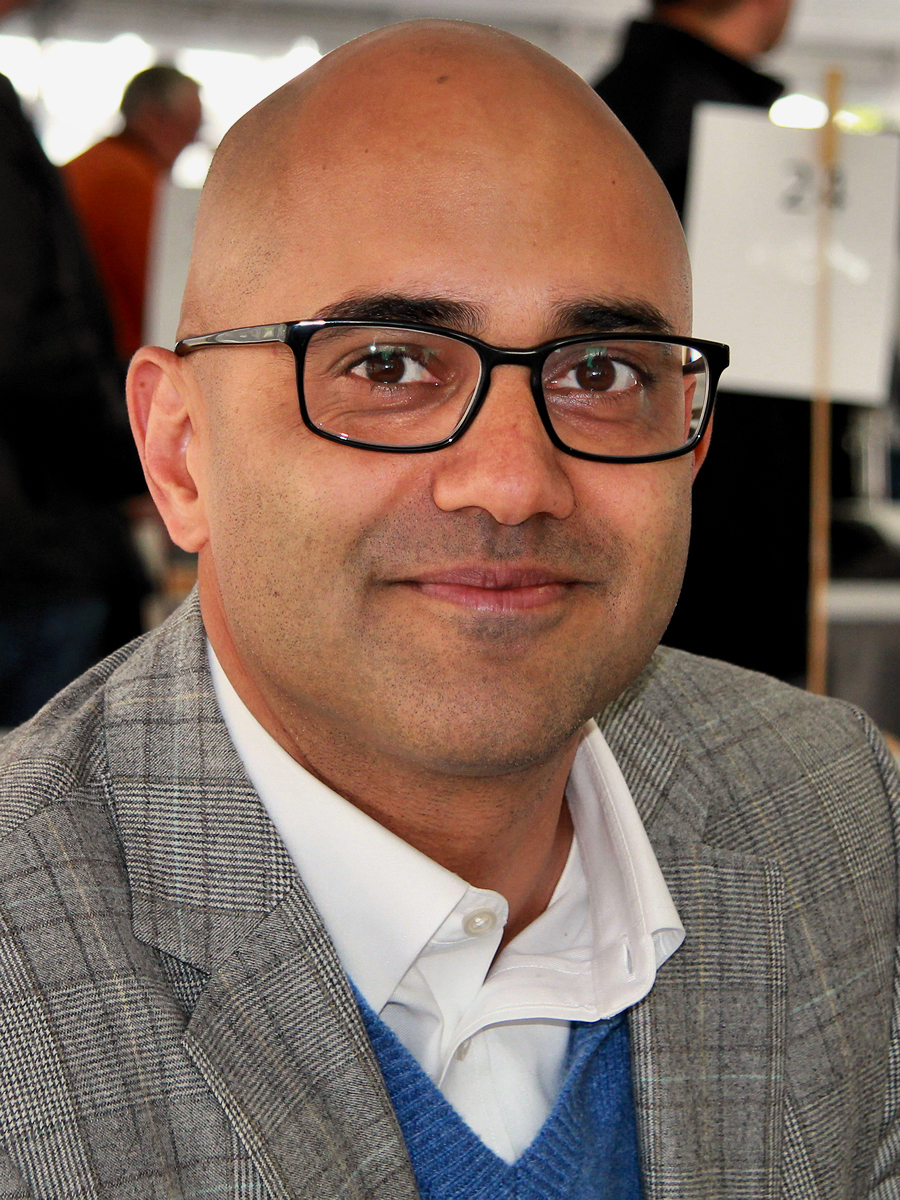
Ayad Akhtar (2012)

Ayad Akhtar (geboren 28. Oktober 1970 in New York City) ist ein US-amerikanischer Schriftsteller und Dramatiker sowie Theaterschauspieler.

## Leben
Ayad Akhtar wuchs als Sohn pakistanischer Einwanderer in Milwaukee auf. Er studierte Theater an der Brown University.
Im Finanz-Drama Too Big to Fail – Die große Krise spielte Akhtar den für das TARP zuständigen Regierungs-Beamten Neel Kashkari.
Sein erster Roman American Dervish erschien 2012. Das Konversationsstück Disgraced aus dem Jahr 2012 gewann 2013 einen Obie Award für Playwriting sowie den Pulitzer Theaterpreis; es lief unter anderem im Lyceum Theater am Broadway. Disgraced wurde 2015 beim Tony Award für das beste Theaterstück nominiert und 2016 bei der Kritikerumfrage der Fachzeitschrift Theater heute zum „ausländischen Stück des Jahres 2016“ gewählt.
Im Rahmen der Verleihung des Nestroy-Theaterpreises 2017 wurde er in der Kategorie Bestes Stück – Autorenpreis für Geächtet am Schauspielhaus Graz und am Wiener Burgtheater ausgezeichnet. Für seinen Roman Homeland Elegies wurde Akhtar 2021 ein American Book Award zuerkannt.

## Werke (Auswahl)
- American Dervish . Roman. New York: Little, Brown and Company, 2012 ISBN 978-0-316-18331-4
  - Himmelssucher. Roman . Übersetzung Karl-Heinz Ebnet. München: Carl’s Books, 2012 ISBN 978-3-570-58516-0 und btb ISBN 978-3-442-74751-1
- Disgraced . Drama. New York: Little, Brown and Company, 2013 ISBN 978-0-316-32446-5
  - Geächtet . Übersetzung Barbara Christ. Berlin: Theaterverlag Friedrich, 2016
- The Who & The What . Drama. New York: Little, Brown and Company, 2014 ISBN 978-0-316-32449-6
- The Invisible Hand . Drama. New York: Little, Brown and Company, 2015 ISBN 978-0-316-32453-3
  - Die unsichtbare Hand. Deutschsprachige Erstaufführung am Schauspielhaus Bochum 2016.[3]
- Junk: The Golden Age of Debt. Drama. Back Bay Books, 2016
- Homeland Elegies. Roman. Tinder Press, 2020
  - Homeland Elegien. Übersetzung Dirk van Gunsteren. Berlin: Claasen, 2020 ISBN 978-3-546-10014-4[4]
- McNeal. Drama. New York: Erstaufführung am Vivian Beaumont Theater, 2024[5]
  - Der Fall McNeal. Übersetzung Daniel Kehlmann. Deutschsprachige Erstaufführung am Burgtheater Wien, 2025.[6]